# Municipio de Choix
El municipio de Choix es uno de los 20 municipios que pertenencen al estado de Sinaloa.
Choix se encuentra ubicado al extremo noroeste del Estado; su cabecera es la ciudad de Choix.Choix o también llamado Choiz proviene del cahita choim que significa "las breas", y este era aplicado a una tribu colectores de gomas o resinas vegetales; este topónimo significa, según don Héctor R. Olea, "lugar de brea" o "donde habitan los colectores de resina”.

## Geografía
El municipio de Choix se encuentra localizado en el extremo norte del estado de Sinaloa, al pie de la Sierra Madre Occidental y en su transición a la Llanura costera del Pacífico. Tiene una extensión territorial de 3220.364 kilómetros cuadrados que equivalen al 5.61% del territorio de Sinaloa. Sus coordenadas geográficas extremas son 26° 17' - 27° 03' de latitud norte y 107° 56' - 108° 40' de longitud oeste; su altitud va de los 200 a los 2 200 metros sobre el nivel del mar.
Limita al suroeste con el municipio de El Fuerte y al sur con el municipio de Sinaloa. Al noroeste limita con el estado de Sonora, en particular con el municipio de Álamos y al norte y este con el estado de Chihuahua, correspondiendo estos límites al municipio de Chínipas, el municipio de Guazapares, el municipio de Urique, el municipio de Batopilas de Manuel Gómez Morín y el municipio de Morelos.

### Orografía e hidrografía
En la localidad de Huites a 12 Kilómetros de la cabecera municipal se encuentra ubicada la Presa Luis Donaldo Colosio, comúnmente llamada Presa Huites, dotada de una central hidroeléctrica. Dicha presa tiene la mayor capacidad de retención en el estado.

## Demografía

### Localidades
Las 10 más pobladas en 2010 de acuerdo con el censo de INEGI son las que a continuación se enlistan:
| Localidad              | Población (2010) |
| ---------------------- | ---------------- |
| Choix                  | 9,306            |
| Agua Caliente Grande   | 1,540            |
| San Javier             | 813              |
| Bajosori               | 734              |
| Santa Ana              | 651              |
| Guadalupe              | 552              |
| Tasajeras              | 491              |
| El Guayabito           | 471              |
| La Estancia de Baymena | 452              |
| Baymena                | 432              |
| Total municipio        | 32 998           |

## Política

### Subdivisión administrativa
Las 9 sindicaturas del municipio de Choix son:
- Aguacaliente Grande
- Baca
- Bacayopa
- Baymena
- Los Pozos
- Los Picachos
- San Javier
- Yecorato
- La Central

### Representación legislativa
Para la elección de diputados locales al Congreso de Sinaloa y de diputados federales a la Cámara de Diputados federal, el municipio de Choix se encuentra integrado en los siguientes distritos electorales:
Local:
- Distrito electoral local 1 de Sinaloa con cabecera en El Fuerte.[4]

Federal:
- Distrito electoral federal 4 de Sinaloa con cabecera en Guasave.[5]